# Stuart Yarworth Blanch
Stuart Yarworth Blanch, Baron Blanch PC (* 2. Februar 1918 in Blakeney, Gloucestershire; † 3. Juni 1994 in Banbury) war Bischof von Liverpool und Erzbischof von York.

## Leben
Blanch besuchte die Alleyn's School in Dulwich. Während des Zweiten Weltkriegs diente er in der Royal Air Force als Navigator. Seine Dienstzeit führte ihn auch nach Indien, wo er die Dohnavur Fellowship besuchte und die berühmte Missionarin Amy Carmichael traf. Nach der Demobilisierung ging Blanch nach Oxford und wurde 1949 zum ordiniert. Er wirkte fünf Jahre lang als Vikar, dann als stellvertretender Leiter der Wycliffe Hall in Oxford und als Warden des Rochester Theological College. 1966 wurde er zum Bischof von Liverpool ernannt und wechselte 1975 auf den Bischofssitz nach York. Ab 1972 war Blanch als geistlicher Lord Mitglied des House of Lords. Am 5. September 1983 wurde er zum Life Peer ernannt als Baron Blanch of Bishopthorpe in the County of North Yorkshire und konnte so bis zu seinem Tod im Oberhaus bleiben.